# Vojenská simulace
Vojenské simulace jsou simulace, kterými se dají testovat a upravovat válečné strategie bez potřeby skutečných obětí. Dále jsou také vnímány jako užitečné pro pěstování taktických, strategických a doktrinálních řešení. Kritici nicméně namítají, že závěry získané z takovýchto modelů jsou ze své podstaty nedostatečné, jelikož jde pouze o hrubou představu reality.
Simulace existují v různých formách, s různou úrovní realismu. Rámec simulací se v poslední době rozšířil o další faktory, jako jsou politické a sociální, které k realistickému válečnému modelu patří. Vojenské simulace jsou hojně využívány na státní i mezistátní úrovni, mimo profesionální kruhy však o nich existuje málo informací.

## Historie
Simulace, hry a jejich využití pro vojenské účely můžeme s jistotou datovat již od dob Římské říše. Římští vojevůdci využívali tzv. pískové stoly (stůl s vrstvou písku) s různými kameny. Ty jim dovolovaly vytvořit jakousi zmenšenou verzi bojiště, ve které pak mohli manipulovat s „vojáky“ a získat tak lepší přehled o geografické situaci. Také umožňovaly jednotlivým hráčům vizualizovat své nápady pro ostatní, získat tak pohled od více osob a díky tomu lépe přizpůsobit strategii.
Některé zdroje pak uvádí ještě starší využití různých her pro vojenství. Existují zmínky datující se až 3000 let př. n. l. o hře wei hai (předchůdce populární asijské deskové hry go) v Japonsku. V Indii pak až 500 let př. n. l. vznikla hra čaturanga (předchůdce moderních šachů). Tyto hry sloužily především pro zlepšení strategických a taktických dovedností pro přípravu a provedení vojenských operací. Jejich moderní odvozeniny již nemají přímé uplatnění pro vojenské účely, na jejich základě však vznikly další, pro tyto účely určené hry. V roce 1664 vznikla hra Koenigspiel od autora C. Weikmanna.
Další hra, která stojí za zmínku, je Kriegsspiel vytvořená v 19. století v Prusku. Je zajímavá tím, že kromě hráčského úsudku využívá hod kostkou jako určitý prvek náhody. Jedná se tedy o první hru, o které lze plně mluvit jako o simulaci.
Na přelomu 19. a 20. století se „válečné hry“ staly globální záležitostí. Stalo se tak především v reakci na nečekané vojenské úspěchy Pruska, které úspěšně vyhrávalo války i proti státům s početnějšími armádami. Tyto vojenské úspěchy byly zásluhou velitelské zdatnosti pruského (později německého) vojenského vedení – Pruské vojenské akademie a Velkého generálního štábu (oboje využívalo válečné hry). Ostatní státy tak logicky začaly kopírovat pruský (v té době už německý) model vojenských simulací.
Mnoho pozdějších historických událostí bylo naplánováno s využitím válečných her – například mnohé operace obou světových válek (Schlieffenův plán, operace Barbarossa, útok na Pearl Harbor).
I když se matematické modely v nějaké podobě využívaly již od konce 18. století, jejich širší využití pro analýzu bojových situací přišlo až v průběhu druhé světově války. Tehdejší modely však stále postrádaly komplexitu a uchopitelnost, to bylo vyřešeno až příchodem počítačů (tehdy ještě jen pro specializované instituce) a vznikem počítačových simulací. Jednou z prvních čistě počítačových simulací byla Air defense simulation (1948) vytvořená na Univerzitě Johnse Hopkinse. S dalším rozšířením počítačů, zvýšením jejich výkonu a zejména schopností programátorů a návrhářů jim lépe porozumět a navrhnout tak komplexnější algoritmy, se postupem času zlepšovaly i simulace boje. V 90. letech 20. století se počítačové bojové simulace rozšířily kromě armádních kruhů také mezi širší veřejnost – např. hry jako Close Combat nebo Steel Panthers.

## Interoperabilita
Historicky byly všechny simulace provozovány na jednom počítači jako nezávislé systémy. Teprve na konci 80. let 20. století, začala americká armáda pracovat na propojování jednotlivých systémů přes síť. V roce 1988 DARPA spustila program Simulator Networking (SIMNET), který byl schopen propojit více simulátorů tanků, vrtulníků a letadel prostřednictvím sítě, přes kterou spolu mohli interagovat. Tento program se stal základem pro vytvoření důležitých principů pro propojení více simulací a pro vytvoření síťového protokolu k výměně klíčových dat.
SIMNET se tak stal předchůdcem pozdějšího IEEE standardu Distributed Interactive Simulation neboli DIS. DIS zobecnil technologii SIMNETU, aby se dala využít pro širší spektrum simulátorů bojových vozidel (např. helikoptér, lodí atd) a vojáků.
Ve stejném období jako DIS vznikl i protokol Aggregate Level Simulation Protocol (ALSP). Ten sloužil zejména k propojení simulací z různých vojenských složek – první experiment v roce 1991 například propojoval simulace Corps Battle Simulation (Armáda Spojených států amerických) a Air Warfare Simulation (Letectvo Spojených států amerických). V roce 1995 tento protokol zahrnoval kromě již zmíněných útvarů i Námořnictvo Spojených států amerických, Námořní pěchotu Spojených států amerických a další služby (logistické, informační atd). Kromě informačního protokolu musel ALSP poskytovat i dodatečné softwarové služby k zajištění konzistence a kauzality mezi jednotlivými simulacemi
Ve druhé polovině 90. let došlo k nahrazení DIS i ALSP jedním standardem pro distribuované simulace – High Level Architecture (HLA). Obě předchozí metody byly velice závislé na použitých technologiích (operační systém, programovací jazyk atd) a neposkytovaly tak dostatečně obecné řešení pro pozdější simulační systémy. HLA se později stal i doporučeným standardem v rámci NATO, STANAG 4603 říká: „Členské státy souhlasí, že pořízení a nový vývoj simulačních systémů jsou v souladu s poslední verzí IEEE 1516 (HLA)…“.

## Verifikace, validace a akreditace
Simulace jsou pouze abstrakcí reality – tedy jejím zjednodušením. Nevyhnutelně tak dochází k odchylkám oproti realitě. Každý model tedy musí být testován, aby byla ověřena jeho přesnost a použitelnost pro specifické problémy. Tomuto procesu se říká verifikace, validace a akreditace.
Nejdříve je vytvořen konceptuální model – abstrakce reality, nezávislá na použitých technologiích. Model zachycuje jednotlivé entity a vztahy mezi nimi (operace). Na jeho základě je pak vytvořený samotný software (na ten už jsou použity konkrétní technologie jako programovací jazyky, platformy, na kterých běží, databázové technologie…).

### Validace
Validace je proces, při kterém se zkoumá, zda konceptuální model je dostatečné přesným odrazem reality a obsahuje všechny skutečnosti důležité pro řešený problém.

### Verifikace
Verifikace je proces, při kterém se zkoumá, zda výsledný produkt (software) je přesnou implementací původního konceptuálního modelu. Tedy zda splňuje všechny předepsané podmínky a jeho interakce probíhají tak, jak byly popsány v konceptuálním modelu.

### Akreditace
Oficiální přijetí samotného produktu pro specifický problém. Žádná simulace není univerzálním řešením pro všechny problémy. Akreditace definuje množinu problémů, pro které je simulace použitelná.

## Infrastruktura
Infrastruktura simulace podporuje její činnosti, nicméně by sama měla být nezávislá na oblasti působení simulace. Může podporovat více simulací a být základem pro znovu použitelnost softwaru.

### Systémová architektura
U prvních počítačových simulací byla každá vytvořená pro specifický problém a nepočítalo se s budoucími úpravami a rozšířeními modelu. Stejně tak se nepočítalo s jejím využitím pro jiné projekty. Postupem času se však různé části modelů vytvářely jako knihovny, které mohly být znovu použity jinými vývojáři, pro jiný projekt. Tyto knihovny obsahovaly zejména operace jako generování (pseudo)náhodných čísel, vytváření systémových reportů, komplexní matematické a statistické výpočty atd.
U pozdějších projektů (konec 20. století) týkajících se vojenských simulací se začala vytvářet a opakovat podobná struktura. Tato architektura typicky obsahovala šest logických částí: Simulation engine, Training interface, Controller interface, Scenario generation, After action review a Network operations.
Středem v této architektuře je Simulation engine (část zajišťující vlastní běh a logiku simulace). Vstupní data pro tento engine vytváří Scenario generation. Výstupní data simulace se analyzují v rámci After action review. Controller interface slouží k ovládání simulace (spuštění, provádění a ukončení). Training interface slouží k interaktivnímu zapojení uživatelů. A konečně Network interface zajišťuje síťovou komunikaci mezi více simulacemi, které mohou běžet na různých počítačích (viz Interoperabilita).
S vzestupem objektově orientovaného programovacího paradigmatu se objektové struktury začaly promítat i ve vojenských simulacích – objektově orientovaná architektura poskytuje lepší možnosti interoperability a znovu-použití kódu. Tím poskytuje možnost vývojářům využít téměř hotový systém a jen ho doladit pomocí přidávání detailních modelů do připravené infrastruktury. Velmi rozšířený byl v tomto ohledu projekt Joint Simulation System (JSIMS).

### Řízení událostí (Event management)
Simulace jsou dynamické reprezentace systému – provedení různých událostí vede k tomu, že model může napodobovat stavy skutečného systémů v čase. Události jsou důležitou části simulace a je nutné je správně a efektivně řídit. Za tímto účelem je vytvořen seznam událostí a důležitých informací o nich – jakou operaci provádí, co je spouštěčem této události, jaké objekty ovlivňuje. (Smith 1998) Tyto události pak jsou spuštěny buď speciálním softwarem, nebo jsou přímo připojeny k objektu (záleží na struktuře systému a komplexitě dané události).

### Časová organizace (Time management)
U většiny simulací je čas proměnnou, která kontroluje a řídí eventy. Pokud máme jednoduchou simulaci běžící pouze na jednom stroji (nekomunikující s jinými simulacemi), je organizace času poměrně jednoduchou záležitostí. Buď se jedná o simulaci řízenou časovými kroky, nebo kroky událostí. Simulace s časovými kroky obsahuje mechanismy jak pro časový postup, tak pro řízení událostí. Simulace s kroky událostí neobsahuje žádné časové kroky, ale jednoduše postupuje od jedné události ke druhé.
S rozvojem technologií jako webové služby, cloud, virtualizace apod., bude většina simulací pravděpodobně složitější (více aplikací, běžící na různých strojích, komunikující přes síť). V tomto případě je nutné správně synchronizovat čas napříč těmito aplikacemi, tedy aby jednotlivé události probíhaly ve správném pořadí a zachovávaly si tak kauzální vztahy. Z důvodů prodlení při síťové komunikaci, je možné, že události dorazí k objektu ve špatném pořadí a je tedy nutné tuto situaci nějakým způsobem ošetřit. Za tímto účelem byly navrženy tzv. konzervativní a optimistické synchronizační techniky.
Konzervativní synchronizace poskytuje jakýsi zámek nad jednotlivými objekty, čehož dosahuje pomocí front, ve kterých se drží informace z jednotlivých simulací. Každá simulace tedy musí procházet tyto fronty a na základě toho pak určit časový údaj a provádět jednotlivé události. Jednotlivé simulace musí také poskytovat informace o tom, že v časovém úseku žádné události nevytváří, aby systém předešel deadlockům.
Optimistická synchronizace se snaží, co nejlépe využít dostupné výpočetní zdroje. Povoluje jednotlivým simulacím provádět „své“ události bez ohledu na ostatní, nicméně pokud nějaká ze simulací napřed, dostane požadavek na rollback – tedy resetovat všechny události, které jsou napřed a provést je znovu.

## Modelování
Jádrem simulace jsou modely. Jedná se o reprezentace reality, které popisují jednotlivé prvky a vztahy mezi nimi. Modely se ovlivňují mezi sebou a je tedy třeba je navrhovat z širší perspektivy, aby se ušetřily peníze, lidská práce a čas.

### Základní principy modelů
I když je každá simulace unikátní, existují pravidla, která lze univerzálně použít při modelování. Mezi taková pravidla Smith uvádí například:
- Žádný model nemá vlastní hodnotu sám o sobě. Hodnota každého modelu je zcela závislá na jeho schopnosti řešit nějaký problém reálného světa.
- Znalost a porozumění danému problému z uživatelské perspektivy je klíčová pro vytvoření smysluplného modelu.
- Návrháři modelů by se měli poučit z již vytvořených modelů (využití tzv. „best practices“). I když neřeší konkrétní velmi komplexní problém, mohou být zdrojem inspirace.
- Vytvořit model modelu neboli prototyp k lepšímu uchopení daného problému a nalezení lepšího řešení.

### Fyzikální modely
Fyzikální aspekt modelů je zejména pro vojenské simulace velmi důležitý. Takové simulace takřka s jistotou obsahují fyzikální objekty (vozidla, lidi, vojenskou technologii…) a jejich interakce. Vojenské modely jsou často popisované jako reprezentace procesu „jít – pozorovat – střílet“.
Pohyb znamená přesně určit pozici jednotek a techniky v čase. Základem bývá klasická rovnice: Rychlost * Čas = Vzdálenost. Tato rovnice pak je rozšířená o informace o terénu, nepřátelských jednotkách, případně ještě vlastní poškození, bojové formace atd.
Pozorování neboli schopnost pozorovatele detekovat nějaký cíl v nějakém prostředí. Pozorovatel mívá efektivní zorné pole. Zároveň by model měl brát v potaz také úroveň detekce objektu.
Do sekce střílení patří například modely zabývající se efektivitou zbraní vůči nějakému jinému objektu. Jedny z prvních matematických rovnic zabývající se relativní silou ozbrojených složek jsou Lanchasterovy zákony.

### Modely chování
Modely chování jsou velice komplexní – jedná se o schopnost jednotek jednat samostatně bez lidského zásahu. Jinými slovy tedy o schopnost počítače replikovat lidské chování. Tyto modely využívají znalosti z oblasti Umělé inteligence pro modelování lidského rozhodování – expertní systémy, konečné automaty, techniky hlubokého učení atd.

### Modely prostředí
Prostředí, ve kterém se objekty pohybují, na ně má důležitý vliv. Modely prostředí jsou závislé na velkém množství dat, ze kterých se dané prostředí modeluje – například data o terénu, atmosféře atd. Stejně tak jsou součástí prostředí reprezentace rádiových a akustických vln, biologických, chemických a nukleárních agentů.

### Modely multi-rezoluce
Stejný objekt může být v několika modelech reprezentován na různých úrovních detailu, každý model o něm může uchovávat různé informace atd, což vede k problému s konzistencí celého systému.
Smith uvádí příklad se střelou, která v jednom modelu může být vnímána jako síla, která je aplikována na určitou vzdálenost a má definovaný nějaký efekt. Jiný model může reprezentovat stejnou střelu jako komplexní systém, ve kterém hrají roli aspekty jako tah motoru, objem paliva atd. Zachování interoperability takovýchto modelů zahrnuje dodání detailů do modelu s nižší úrovní, eliminace detailu v modelu s vyšší úrovní, případně kombinace obojího.
Smith také píše, že neexistuje jednotné obecné řešení tohoto problému a doporučuje standardizaci všech tříd simulace.